# Lista episoadelor din Sonny și Steluța ei Norocoasă (sezonul 1)
Mai jos este o listă de episoade ale serialului de televiziune Sonny și steluța ei norocoasă.
| România | România | România  | România          | România        |
| Sezon   | Sezon   | Episoade | Primul episod    | Ultimul episod |
| ------- | ------- | -------- | ---------------- | -------------- |
|         | 1       | 20 / 21  | 5 decembrie 2009 | 28 august 2010 |

| Statele Unite | Statele Unite | Statele Unite | Statele Unite    | Statele Unite     |
| Sezon         | Sezon         | Episoade      | Primul episod    | Ultimul episod    |
| ------------- | ------------- | ------------- | ---------------- | ----------------- |
|               | 1             | 21            | 8 februarie 2009 | 22 noiembrie 2009 |

## Sezonul 1: 2009-2010
- Sezonul are 21 de episoade.
- Demi Lovato și Tiffany Thornton apar în toate episoadele.
- Sterling Knight este absent în 2 episoade (episoadele 1 și 5).
- Allisyn Ashley Arm este absentă în 8 episoade (episoadele 6, 8, 12, 13, 16, 17, 18 și 211).
- Brandon Mychal Smith și Doug Brochu sunt absenți într-un episod (episodul 211).

1În episodul 21 sunt incluse clipuri cu persoanele respective din alte episoade.
| # | # / Sezon | Titlu                                                                 | Regizat de               | Scris de                                     | Premieră Originală | Premieră, România | Cod |
| --- | --------- | --------------------------------------------------------------------- | ------------------------ | -------------------------------------------- | ------------------ | ----------------- | --- |
| 1 | 1         | „Prima Zi La Studio” „Sketchy Beginnings”                             | Eric Dean Seaton         | Amy Engelberg Wendy Engelberg                | 8 februarie 2009   | 5 decembrie 2009  | 101 |
| Sonny Munroe întră în cadru, încântată și nebănuitoare că Tawni Hart îi va da bătăi de cap. Când Sonny schimbă sceneta lui Tawni, "Regina Albinelor", Tawni devine geloasă și nu o ajută faptul că ea și Sonny trebuie să își împartă cabina. Sonny îi spune mamei sale, iar aceasta o sfătuieiște să vorbească cu Tawni. Lucrurile se înrăutățesc când Sonny vrea s-o ajute pe Tawni și animăluțul de pluș al acesteia cade în mașina de tăiat hârtie. Atunci Tawni discută cu Marshall, Sonny decide să nu mai îi pese de ce crede Tawni și face scenetă "O Albină Rea" pentru a se răzbuna. Scenete din La Întâmplare!: "Băiatul Delfin" ("Dolphin Boy") - Grady joacă rolul principal, "Băiatul Delfin", care este jumatate delfin și jumatate băiat. Nico joacă rolul prietenului Băiatului Delfin, iar Tawni joacă rolul unei majorete care Băiatul Delfin voia să iasă cu ea. Sloganul acestei scenete este "Cine-i mamiferul?" (Who da mammal?). "O Albină Rea ("One Bad Bee") - Sonny scrie această schță în care totul se axează pe Zora ca DJ. Sonny joacă rolul unei albine. Toți actorii sunt albine din fundal. "Bondarul (Bumbling Bee) - Sonny scrie această scenetă în care locul lui Tawni este plasat de o femeie cu niște flori. "Albina Regină" ("Queen Bee") - Tawni scrie această scenetă care este înlocuită de scenete lui Sonny: "Albina Neîndemânatică". Tawni joacă rolul albinei regină, iar restul actorilor sunt albinele muncitoare. "Sceneta despre Vomă" ("Barf Sketch") - Această scenetă nu a fost văzută dar părți din ea au fost menționate. Nico a jucat stomacul, Glady a fost voma, iar Zora a fost toaleta. "Sceneta despre Mamă și Copil" ("Mother and Baby sketch") - Această scenetă de asemeni nu a fost văzută dar a fost menționată. Nico a jucat rolul de mamă, iar Grady a fost copilul. "Sceneta despre Găină" (Chicken Sketch") - Nici această scenetă nu a fost vazută, însă Nico și Grady au fost văzuți în costumele pentru această scenetă. Nico a fost o găină, iar Grady un ou. Invitați speciali:Nancy McKeon ca Connie, Michael Kostroff ca Marshall Absent:Sterling Knight ca Chad Dylan Cooper . |           |                                                                       |                          |                                              |                    |                   |     |
| 2 | 2         | „Povestea de pe Coasta De Vest” „West Coast Story”                    | David Trainer            | Michael Feldman Steve Marmel                 | 6 februarie 2009   | 5 decembrie 2009  | 104 |
| Sonny îl întâlnește pe Chad Dylan Cooper, starul de la MacKenzie Falls și e copleșită până când află că MacKenzie Falls și La întâmplare! sunt rivali până și pe locul de parcare. Sonny decide să țină un picnic de pace pentru a încheia rivalitatea, dar efectul e invers. Furioasă, Sonny îl provoacă pe Chad la un concurs de Scaune Muzicale pe care La întâmplare! o câstigă când Sonny îl păcălește pe Chad. Refuză oferta de a intra în spectacolul lor. Mai târziu Chad spune pe post că La întâmplare! e emisiunea lui favorită, ca parte din înțelegere. Scenete din La Întâmplare!: "Fast Foodul Fasty's Really" ("Fasty's Really Fast Food") - O scenetă bazată pe un restaurant, unde mâncărurile comandate și menționate sunt aruncate abrupt către clienți. Sonny și Tawni sunt clienții, Grady este un muncitor la fast food, iar Nico este un manager. "Madge Chelnerița ("Madge the Waitress") - Sonny se îmbracă ca o chelneriță grasă cu un accent sudic care ia comenzile oamenilor. Tawni râde de îmbrăcămintea lui Sonny întrebând-o: "Ești într-o costumație grasă?" Prima apariție: Sterling Knight ca Chad Dylan Cooper Invitat special: Jillian Murray as Portlyn Sunt făcute referiri către: Ashley Tisdale, Hannah Montana, Teen Choice Awards |           |                                                                       |                          |                                              |                    |                   |     |
| 3 | 3         | „Sonny în Tabăra Inamică” „Sonny at The Falls”                        | Eric Dean Seaton         | Phil Baker Drew Vaupen                       | 15 februarie 2009  | 12 decembrie 2009 | 112 |
| Actorii din La Întâmplare! devin geloși atunci când sunt serviți prost la o cantină, pe când actorii din MacKenzie Falls mănâncă delicatese deoarece MacKenzie Falls este emisiunea favorită a bucătăresei. După ce au auzit că La Întâmplare! a devenit mai popular de când a venit Sonny, Chad devine gelos și plănuiește să o fure pe Sonny și să o aducă la ei, pentru ca MacKenzie Falls să devină mai populară. Lucrurile iau o întorsătură rea când Sonny își primește schița respinsă de către colegii ei, rănindu-i sentimentele încât Sonny a părăsit emisiunea La Întâmplare! și se alătură celor de la MacKenzir Falls pentru comfort și consolare. Pentru a o aduce pe Sonny înapoi, cei din La Întâmplare se costumează ca personajele din schița lui Sonny pe care au respins-o, convingând-o pe Sonny să se întoarcă din nou în emisiunea La Întâmplare!. Actori realizează apoi schița "Cei Cinci Ratați". Scenete din La Întâmplare!: "Cei Cinci Ratați" ("Loser Force Five") - Sonny scrie această scenetă în care este vorba despre cinci super-eroi patetici, dar a fost respinsă de ceilalți. Invitați speciali: Jillian Murray ca Portlyn, Wendy Worthington ca Brenda Referințe: Chad îl banează pe Zac Efron. |           |                                                                       |                          |                                              |                    |                   |     |
| 4 | 4         | „Scrisorea 'Fanului'” „You've Got Fan Mail”                           | Philip Charles MacKenzie | Phil Baker Drew Vaupen                       | 22 februarie 2009  | 19 decembrie 2009 | 107 |
| Sonny e singura din distribuție care nu primește scrisori de la fani. Tawni încearcă să o tachineze pe Sonny cu privire la asta dar Sonny se preface să nu îi pasă. Sătulă de tachineala lui Tawni, Sonny își scrie singură o scrisoare folosind numele "Eric". Dar când Marshall îl invită pe Eric să o întâlnească pe Sonny, Sonny se dă drept Eric pentru a nu se afla că a mințit. Tawny îl trage cu forța pe Eric în camera ei. Chiar atunci Josh, poștașu îi dă lui Tawni scrisori pentru Sonny, pe care aceasta le îndeasă în tapițeria de la scaunul ei, și se pare că tot scaunul e plin de scrisori pe care ea le ascundea de Sonny. Aceasta se supără și se demască. Tawni își dă seama de prefăcătoria lui Sonny și îi sugerează lui Marshall ca Sonny să îl întâlnească pe Eric pe scena de la "La Întâmplare!" în fața audienței. Chad află de asemenea de toată treaba și se hotărăște să o ajute pe Sonny, demonstrand ca ii pasa de ea. Între timp Nico și Grady vor să deschidă un pachet pentru Zora, dar tot ea râde la urmă. Scenete din La Întâmplare!: "Poți Face Dansul PP?" ("So You Think You Can PP Dance?") - O pardoie a reality show-ului So You Think You Can Dance?, prezentând niște dansatori contenstanți în niște toalete publice. "Bebelul Waa Waa ("Baby Waa Waa") - Această scenetă nu este văzută, dar sunt menționate câteva părți. Sonny este prezentată stând pe masa de schimb când i se schimbă scutecul. Fraza ei este "Waa Waa Waa". Este văzută purtând o bonetă, ținând un biberon gigant și (nevăzută) purtând un scutec. Invitați speciali: Michael Kostroff ca Marshall, Brent Tarnol ca Josh Inspirația titlului: Filmul "You've Got Mail" Alte inspirații: Sonny, îmbrăcat ca Eric, folosește o frază dintr-un vers al melodiei "Blackbrid" de The Beatles, spunând "Timpul să luam aceste aripi frânte și să zbor". Notă:În acest episod Sonny spune că are un nou telefon mobil, dar în episodul trecut "Sonny în Tabăra Rivală" este văzută cu același telefon, de aceea episodul a fost filmat înainte de "Sonny în Tabăra Rivală". Altele:Chad apare într-o parte din film ca fiind un poștaș, așa că face pe poștașul aducând scrisorile la emisiunea La Întâmplare!.                                                                                         |           |                                                                       |                          |                                              |                    |                   |     |
| 5 | 5         | „Trișoarele” „Cheater Girls”                                          | Eric Dean Seaton         | Dava Savel                                   | 1 martie 2009      | 9 ianuarie 2010   | 105 |
| Sonny și Tawni lucrează pentru o nouă scenetă numită "Fetele de la Caserie", de care sunt foarte încântate. Mama lui Sonny, Conniem află despre nota 7 pe care a luat-o la Geometrie, așa că Sonny trebuie să treacă un examen major ca să dovedească că poate să își mărească nota, ori nu poate fi în emisiunea "La Întâmplare!". Tawni îi spune lui Sonny să trișeze, dar ea refuză, așa că roagă pe Zora să o ajute, dar e prea ocupată cu "Fetele de la Caserie" ca să fie atentă. Zora se enervează pe Sonny, iar ea se hotărăște să își scrie răspunsurile pe mâna ei, dar când trebuie să dea testul, ea aude mereu cuvinte ca "trișat" sau "a trișat" așa că ea se dă de gol. Marshall le interezice lui Sonny și Tawni să joace în "Fetele de la Caserie" deoarece Sonny aproape a trișat și Tawni i-a spus lui Sonny să trișeze. Ele nu mai pot juca până nu mai dau încă odată testul fără să trișeze. Între timp, Nico și Grady cumpără un șarpe să impresioneze o fată, dar se produce un haos când șarpele scapă din cușcă. La sfârșit, Nico are o șansă să vorbească cu fata, dar el face o descoperire nepoliticoasă , ea are o voce foarte groasă. Absent: Sterling Knight ca Chad Dylan Cooper Scenete din La Întâmplare!: "Fetele de la Caserie" ("Check It Out Girls") - O scenetă bazată pe un magazin de mâncare unde Tawni și Sonny joacă rolurile de caserițe folosind fraza "Fi atentă la" ca să insulte majoritatea persoanelor. Magazinul unde sunt localizate seamană cu magazinul Trader Joe's. |           |                                                                       |                          |                                              |                    |                   |     |
| 6 | 6         | „Din Trei,Una E În Plus” „Three's Not Company”                        | Eric Dean Seaton         | Amy Engelberg Wendy Engelberg                | 8 martie 2009      | 16 ianuarie 2010  | 106 |
| Sonny este foarte entuziasmată,deoarece prietena ei cea mai buna, Lucy, vine la Hollywood să o viziteze. Ea a pregătit până și o listă cu activitățile pe care să le facă împreună. Chad își pregătește o petrecere de ziua lui, unde le invită pe Sonny și pe Tawni, însă Sonny l-a refuzat spunându-i că are alte planuri cu prietena ei, astfel Chad a șters-o de pe lista invitaților. Când Lucy ajunge și o vede pe Tawni, o place mai mult și își petrece mai mult timp cu ea, ba chiar merg împreună la petrecerea de ziua lui Chad. Devenind geloasă, Sonny intră pe ascuns la petrecere și își cere iertare de la Lucy, apoi se împacă cu ea. Ele au stricat petrecerea, făcându-l pe Chad să cadă cu capul în tortul de ziua lui. Între timp, Grady și Nico vor să se răzbune pe un prieten care le mănâncă întotdeaua din pizza și îi pun sos iute în pizza. Scenete din La Întâmplare!: "Rucsacul Rezistent La Bătăuși" : În această scenetă o arată pe Sonny ca fiind una din cei care nu te lasă în pace la școală, Tawni și Nico sunt elevii terorizați, iar Grady este cel care face reclamă cu rucsacul. "Salonul de coafura" : Sonny și Lucy interpretează în glumă această scenetă din Wisconsin. Absentă: Allisyn Ashley Arm ca Zora Lancaster Referințe : Hannah Montana, Ashley Tisdale, Zac Efron, Justin Timberlake și Frankie Jonas |           |                                                                       |                          |                                              |                    |                   |     |
| 7 | 7         | „Blogul” „Pool'd Apart”                                               | David Trainer            | Amy Engelberg Wendy Engelberg                | 5 martie 2009      | 23 ianuarie 2010  | 110 |
| Sonny și Tawni sunt surprinse când vad blogul Sharonei, unde scria că ele s-au îmbrăcat cu aceeași rochie, tocmai ce nu îi plăcea Sharonei. De asemenea mai scria că Sonny are un par fabulos, iar lui Tawni îi stă groaznic. De supărare, Tawni și-a pus o chelie falsă. Văzând asta, Sonny s-a dus la Sharona să-i reproșeze, dar ea era prea ocupată să-i insulte pe ceilalți. Apoi, lui Sonny i-a venit ideea sa facă sceneta "Vrajitoarea cea rea de pe blog", crezând că va îndrepta lucrurile. Dar Sharona s-ffpa enervat rău și le-a spus să nu cumva să apară la premiile"O!Dar nu ai!" din seara aceea. Însă Sonny a avut o idee grozavă și anume să facă o poză cu Sharona la premieră, în care toți să poarte aceleași haine, tocmai ce ura Sharona. Astfel au reușit să o facă să platească pentru tot. Între timp Grady și Nico îl văd pe Chad cu noua lui masină și încearcă fiecare să-l convinga să-i ia în locul din dreapta. Dar Chad profită ca de obicei și îi pune să îi facă tot felul de cadouri să vadă cine e mai potrivit. Însă Nico si Grady își dau seama și când Chad trebuie să plece la premieră, ei îi fură bateria de la mașină, făcându-l să se enerveze. Scenete din La Întâmplare!: Vrajitoarea rea de pe blog - o parodie a Vrajitorului din Oz, pentru a o face pe Sharona să platească, pentru ce a scris pe blogul său. Invitați speciali: Elisa Donovan ca Sharona, Lily Holleman ca Assistant Notă : Acesta este primul episod în care Chad și Sonny nu se întâlnesc deloc. |           |                                                                       |                          |                                              |                    |                   |     |
| 8 | 8         | „Prieteni buni” „Fast Friends”                                        | David Trainer            | Michael Feldman Steve Marmel                 | 29 martie 2009     | 10 aprilie 2010   | 102 |
| Când cei de la Tween Weekly TV îi iau un interviu lui Sonny, Chad apare imediat și se folosește de Sonny ca să își repare reputația, spunând că Sonny este favorita lui din echipa "La întamplare". La început, Sonny este încântată de schimbarea de atitudine a lui Chad, dar apoi își dă seama că o folosește și este furioasă pe el, făcându-i pe toți să o urască și să-l creadă pe Chad nevinovat. Dar când Sonny îl roagă pe Chad să o ajute să își recapete imaginea, acesta refuză. Deci Sonny se hotărăște să ascundă o cameră de filmat în șapcă, în timp ce îl face pe Chad să recunoască adevărul. Chad este impresionat și îi spune lui Sonny că ar trebui să iasă împreună din când în când. Între timp, Nico și Grady vor să strangă bani pentru niște jocuri video și se hotărăsc să vândă lucrurile lui Tawni, dar ea îi prinde și îi pedepsește, făcându-i servitorii ei. Scenete din La Întâmplare!: "Lupte cu bunici" - un meci de wrestling fals între bunici, jucat de Nico și Grady, unde Tawni joaca rolul arbitrului. Absentă: Allisyn Ashley Arm as Zora Lancaster Referința titlului: Prietenii tăi |           |                                                                       |                          |                                              |                    |                   |     |
| 9 | 9         | „Sonny și întâlnirea ei norocoasă” „Sonny With a Chance of Dating”    | Eric Dean Seaton         | Cindy Caponera                               | 12 aprilie 2009    | 17 aprilie 2010   | 111 |
| Fostul iubit al lui Tawni,James Conroy, care este invitat special la Makenzie Falls, o invită pe Sonny la o întâlnire.Tawni îi spune să nu se ducă, deoarece James este un tip care părăsește toate fetele și îi spune că a părăsit-o și pe prietena ei cea mai bună(care era de fapt Tawni). Dar Sonny nu o ascultă pe Tawni și se duce la întâlnire. Atunci Tawni merge la MacKenzie Falls și îi spune lui Chad despre Sonny și James, ceea ce îl face pe Chad gelos, însă se preface că nu îi pasă. În seara întâlnirii lui Sonny, Tawni și Chad își fac și ei apariția. în timp ce Tawni vorbea cu Sonny și încerca să îi explice că James părăsește toate fetele, acesta își dă seama că o place mai mult pe Tawni. A doua zi, James îi trimite lui Tawni un buchet cu flori, spunând că o părăsește pe Sonny. Furioasă că a fost părăsită și că Tawni avea dreptate în legătură cu James, Sonny hotărăște să meargă la o întâlnire falsă cu Chad, să îl facă pe James gelos. În timp ce Sonny și Chad erau la întâlnirea falsă, Grady și Nico au apărut și i-au cerut lui Sonny o explicație pentru că ea se afla acolo cu Chad. Dar Sonny le-a spus că este o întâlnire falsă, auzind și James. Ca să îl convingă pe James, Sonny i-a dat un sărut fals lui Chad, punând mâna pe gura lui. Atunci James a spus că o vrea pe Sonny înapoi, dar Sonny și Tawni i-au spus că ele îl părăsesc. La sfârșitul întâlnirii, Chad i-a spus lui Sonny că, în ciuda faptului că sărutul a fost fals, el va scrie pe blogul lui că a fost real. Între timp, Murphy le interzice lui Nico și Grady să intre în cafenea și ei o angajează pe Zora ca avocată, dar fără folos. Scenete din La Întâmplare!: "Sally Jenson: Fetița avocat" - a fost menționat despre această scenetă, unde Zora era fata avocat. "Viața la petrecerea cu ceai din Boston" - în această scenetă, Sonny joacă rolul ceainicului. Episod Makenzie Falls : "Episod de Crăciun" : Este episodul în care James Conroy este invitat special. Invitat special : Kelly Blatz ca James Conroy Invitat : Steve Hytner ca Murphy |           |                                                                       |                          |                                              |                    |                   |     |
| 10 | 10        | „Sonny și odrasla de la studio” „Sonny and the Studio Brat”           | David Trainer            | Dava Savel                                   | 26 aprilie 2009    | 24 aprilie 2010   | 114 |
| Sonny îi face un tur al emisiunii "La Întâmplare" unei fetițe nevoiașe, care spune că este de la fundația " Copiii de la Hanul cu Aspirații și Dragoste " , pe nume Dakota. De la început, Zora le spune tuturor că Dakota este rea, dar nimeni nu o crede. În timpul turului, Dakota îi cere lui Sonny să o ducă să îl cunoască pe Chad Dylan Cooper, dar Chad refuză când aude că Dakota este o fetiță de nouă ani. După ce Dakota o leagă pe Sonny, toți ceilalți își dau seama că Dakota e cu adevărat rea. Chiar atunci apare dl. Condor, cel de care le era frică tuturor și spune că Dakota este fiica lui. Dakota spune că de fapt nu este nevoiașă și că fundația " Copiii de la Hanul cu Aspirații și Dragoste " este falsă și că numele ei vine de la ' CHAD ' . Atunci toți se gândesc că dacă nu vor face tot ce vrea Dakota, dl. Condor îi va concedia. Deci Sonny vorbește cu Chad și îl roagă să se întâlnească cu Dakota, fără să îi spună că Dakota este fiica domnului Condor. Între timp, Tawni le reproșează lui Nico și lui Grady că din cauza lor, ei nu sunt invitați în cluburi interesante. Așa că fac un club fals, "Subsolul" , ca să pară că și ei sunt invitați în locuri interesante. Chad aude de acest club și vrea să meargă. El face un pact cu Sonny, spunând că dacă îl duce în acel club, el se va întâlni cu Dakota. Ajuns la club, Chad trebuie să danseze cu Dakota, dar pentru că ea îl pictisește, Chad începe să țipe la ea. Atunci sosește și dl. Condor și o ceartă pe Sonny fiindcă a adus-o pe Dakota într-un club de la Hollywood, și pe Chad fiindcă a țipat la ea. Fără să vrea, Sonny dă la o parte pereții falși și toți își dau seama că acest club e fals. Dl. Condor îl obligă pe Chad să îi facă toate voile Dakotei, astfel că, în final, ei sunt văzuți purtând halate albastre "MacKenzie Falls". Scenete din "La Întâmplare!" : "Subsolul" : Nico a menționat această scenetă atunci când s-au gândit să facă un club fals. "Pantaloni de brânză" : Este o scenetă în care Nico și Grady purtau pantaloni de brânză. Invitați speciali : G. Hannelius ca Dakota, Daniel Roebuck ca dl. Condor Referințe : Mary-Kate Olsen, Ashley Olsen, Miley Cyrus și Hannah Montana (Chad crede că Miley și Hannah sunt două persoane diferite) , Tobey Maguire , Narnia. |           |                                                                       |                          |                                              |                    |                   |     |
| 11 | 11        | „Balul de absolvire” „Promises, Prom-misses”                          | David Trainer            | Dava Savel                                   | 3 mai 2009         | 4 aprilie 2010    | 109 |
| După ce Sonny primește de la o prietenă din Wisconsin poze de la balul de absolvire, este supărată pentru că ea și-l dorea dintotdeauna. Aunci îl întreabă pe Marshall dacă pot ține și ei unul, la "La Întâmplare" . Dar Marshall refuză, așa că Sonny și ceilalți decid ca balul să fie secret.Sonny nu îl invită pe Chad, deoarece el i-a spus că balurile sunt groaznice și se termină urât. Nico îl învață pe Grady să danseze, Zora se ocupă cu paza și se preface că este vocea de la GPS-ul lui Marshall, pentru a-l face să stea departe de bal, iar Tawni vrea să fie regina balului. Dar când Sonny se pregătea să intre în sfârșit la bal, rochia i s-a pătat de muștar și a trebuit să o shimbe.Dar când Marshall a descoperit că Zora era de fapt vocea de la GPS-ul lui, a venit să vadă ce se petrece. Atunci Sonny le-a spus tuturor să curețe în sala balului și să plece. Când Marshall a ajuns și i-a văzut pe cei din "La Întâmplare" acolo a crezut că ei lucrau pentru o scenetă "Balul de absolvire" și le-a spus că pot avea propriul bal. După ce toți au plecat, Sonny a rămas tristă, gândindu-se la balul pe care l-a ratat. Chiar în acea clipă, Chad a apărut și a invitat-o pe Sonny la dans. Au avut un moment foarte special, până când au apărut toți ceilalți și au început să danseze, cu excepția lui Marshall, care încerca să caute baia. Scenete din La Întâmplare : "Balul de absolvire" : Marshall crede că toți vor să facă o scenetă cu balul de absolvire, după ce o vede pe Sonny îmbrăcată în rochie. "Fata prințesă" : Este rochia pe care Sonny o poartă, ceea ce o înfurie pe Tawni, deoarece credea că Sonny vrea să fie regina balului. "Fata sirenă" : Este rochia pe care Sonny o poartă ca să o mulțumească pe Tawni. |           |                                                                       |                          |                                              |                    |                   |     |
| 12 | 12        | „Copiii care îți frâng inima” „The Heartbreak Kids”                   | Eric Dean Seaton         | Cindy Caponera                               | 14 mai 2009        | 1 mai 2010        | 103 |
| Când Sonny observă că Marshall și dra Bitterman sunt singuri și niciunul nu are pe cineva, le aranjează o întâlnire. La început nu merge bine, dar apoi se îndrăgostesc unul de celălalt. Lucrurile merg bine până când dra Bitterman le schimbă scenetele cu altele plictisitoare, care nu sunt amuzante. Apoi dra Bitterman scrie o scenetă în care Sonny trebuie să mănânce viermi adevărați. Chiar atunci, Sonny își dă seama că a greșit aranjându-le o întâlnire ei și lui Marshall, așa că ea și ceilalți decid să îi despartă, însă nimic nu funcționează. Dra Bitterman le dă lui Sonny, Tawni, Nico și Grady câte un 10, spunându-le că de acum înainte ea se va ocupa de scenetele lor. Atunci Sonny îi cere ajutor lui Chad. Acesta îi spune că o va ajuta numai dacă va merge cu el la "Muntele Priveliște" . Acolo, Chad și Sonny își arată că au sentimente unul pentru celălalt. Chiar când să mărturisească acest lucru, Picior Mare ( Nico și Grady ) apare și îi sperie, făcându-i să sară unul în brațele celuilalt. La sfârșit, cu ajutorul lui Chad, Nico și Grady, folosesc material din episodul 319 "MacKenzie Falls" ca să îi despartă pe Marshall și pe dra Bitterman. Când îl vede pe Picior Mare, dra Bitterman sare pe el și îl ia la bătaie, iar Marshall îi spune lui Sonny că el își dăduse de mult timp seama că toți încercau să îi despartă pe el și dra Bitterman. Scenete din "La Întâmplare!" : "Top Model Scoția" : Este o scenetă în care Sonny, Tawni și Nico poartă fiecare câte un kilt, iar Grady este prezentatorul. Episod "MacKenzie Falls" : "Episodul 319 - Picior Mare prinde fata" : Este episodul pe care Chad, Nico și Grady îl folosesc pentru a-i despărți pe dra Bitterman de Marshall. Absentă : Allisyn Ashely Arm ca Zora Lancaster Invitați : Michael Kostroff ca Marshall Pike, Vicki Lewis ca dra Bitterman. |           |                                                                       |                          |                                              |                    |                   |     |
| 13 | 13        | „Bătălia Starurilor” „Battle of the network's stars”                  | Eric Dean Seaton         | Michael Feldman Steve Marmel                 | 7 iunie 2009       | 15 mai 2010       | 116 |
| Când Chad face un film despre el, Sonny nu intra la auditie pentru a juca rolul Sonny Munroe. Intre timp, Chad o pune pe Selena Gomez sa joace rolul acesteia, dar cand Sonny vede ca scenariul n-are legatura cu viata ei, se gandeste sa le joaca o farsa. Intr-un final, dupa ce Selena ii da rolul lui Sonny, scenariul se schimba si Chad o primeste in film. Intre timp, Nico, Grady si Tawni incearca sa se imprieteneasca cu alti oameni care arata aproape ca ei. Scenete din "La Întâmplare!" : "Gassie, cainele erou" : Este o scenetă în care Grady joaca rolul nepotului, Tawni a bunicii, iar Nico a primarului "Altele" : "Chad Dylan Cooper:Chad Dylan Cooper Story": Un film în care Chad ii pune personaje pe cei de la emisiunea rivala "Camp Hip Hop": Filmul în care joaca Selena Gomez Absentă : Allisyn Ashely Arm ca Zora Lancaster Invitați : Selena Gomez ca ea insuși Titluri referinta : Hannah Montana, Wizards of Wawerly Place, Camp Rock, Harry Potter |           |                                                                       |                          |                                              |                    |                   |     |
| 14 | 14        | „Farse pe vedete” „Prank'd”                                           | Carl Lauten              | Kevin Kopelow Heath Seifert                  | 5 iulie 2009       | 1 aprilie 2010    | 115 |
| Chad îi spune lui Sonny despre o audiție pentru "Modelina", la care vrea și Tawni să meargă. Dar cum Chad le zice apoi că el este gazda emisiunii "Farse pe vedete",fiecare se teme să nu fie el vedeta păcălită. Nico și Grady își fac farse unul altuia. Sonny crede că audiția este doar o farsă și o distruge, ca să nu îi iasă presupusa farsă a lui Chad. După ce vede că Sonny nu are cum să mai fie aleasă pentru rol, Tawni îi spune lui Chad să îi ofere ei șansa asta, pentru că și-o dorea foarte mult. Până la urmă Chad o păcălește pe Tawni,făcând ca audiția ei să fie chiar o farsă dar Zora apare la momentul potrivit și le spune tuturor că ea este de fapt gazda emisiunii "Farse pe vedete". Apoi toți se răzbună pe Chad, făcându-l pe el să devină cel păcălit. Notă: Acest episod a fost difuzat la data de 1 aprilie, cu ocazia Zilei Păcălelilor. Scenete din La Întâmplare!: ”Gassie Câinele erou” - Sonny este o țărancă, la fel ca Grady,Tawni o bătrână, iar Zora un copil care mângâie câinele. |           |                                                                       |                          |                                              |                    |                   |     |
| 15 | 15        | „Povești de la Casa de Recuzită” „Tales from the Prop House”          | Eric Dean Seaton         | Dava Savel                                   | 2 august 2009      | 1 mai 2010        | 117 |
| Marshall le spune celor din "La Întâmplare!"că trebuie să plece din camera lor de recuzită, deoarece va fi folosită ca o cameră de meditație pentru "MacKenzie Falls". Triști, ei încep să își amintească de cele mai bune scenete ale lor, cum ar fi "Băiatul Delfin" sau "Fetele de la Casă". Atunci ei decid să se mute cu un etaj mai sus și să fie cei mai enervanți vecini posibili, pentru ca cei din "MacKenzie Falls" să plece. Ei se inspiră din sceneta "Fetița enervantă" . Așadar, Sonny intră în cameră și spune că vrea să caute ceva, în timp ce ceilalți făcuseră o gaură în acoperiș și aruncau cu tot felul de lucruri în cei de la "MacKenzie Falls" . Toți fug, cu excepția lui Chad, care spune că el nu se lasă păcălit așa de ușor și că o să rămână calm. Atunci el intră în cabina foto, dar în final fuge din cauza unui șoarece. Cei din echipa "La Întâmplare!" își primesc înapoi camera de recuzită. Mai târziu, Chad se întoarce și își cere scuze, spunând că nu știa ca această cameră înseamnă așa de mult pentru ei. Apoi le face cadouri tuturor. Lui Tawni îi dă un ruj strălucitor, lui Zora un beculeț pentru sarcofagul ei și lui Sonny îi dăruiește o poză cu el, pe care scria "Celui Mai Mare Fan Al Meu, Îmi Pare Rău, Starul Tv, Chad Dylan Cooper." Sonny spune că este emoționată. Scenete din "La Întâmplare!" : "Băiatul Delfin(din episodul 1)" : Poveste băiatului care este jumătate delfin. "Fetele de la Casă(din episodul 5)" : O continuare a scenetei. "Fetița enervantă" : O fetiță care îi enerva întotdeauna pe cei din jurul ei. Invitați speciali : Michael Kostroff ca Marshall Pike, Jillian Murray ca Portlyn. |           |                                                                       |                          |                                              |                    |                   |     |
| 16 | 16        | „Sonny în bucătarie cu cina” „Sonny in the kitchen with dinner”       | Linda Mendoza            | Danny Warren                                 | 16 august 2009     | 22 mai 2010       | 118 |
| Sonny incearca sa o ajute pe Tawni la intalnirea ei cu Hayden (Robert Adamson). Sonny il implora pe Chad sa ii dea trei bilete la un meci pentru ea, Tawni, si Hayden dupa ce spune trei lucreuri dragute despre el. Nico si Grady incearca sa ccreeze un sandwich care sa fie numit dupa ei, dupa ce au vazut sandwich-ul numit dupa Chad. La intalnire Tawni pleaca pentru un moment iar camera se incadreaza pe Sonny si Hayden. Sub presiune, Sonny si Hayden sunt fortati sa se sarute, facand-o pe Tawni furioasa. Chad se supara deoarece avea incredere in Sonny ca va folosi biletele cu mai multa responsabilitate, dar in schimb a vazut sarutul pe coperta revistei "Tween Weekly". Chad si Tawni dau vina pe Sonny, iar ca sa se revanseze fata de Tawni, Sonny ii capata o a doua intalnire cu Hayden. Hayden vrea ca intalnirea sa fie o cina in apartamentul lui Tawni. Pentru ca Tawni nu stie sa gateasca si isi foloseste bucataria pe post de dulap, intalnirea va avea loc in apartamentul lui Sonny, si Sonny va gati mancarea. La apartament aragavul lui Sonny nu merge, asa ca Nico si Grady trimit sanwichuri pentru cina. Nu doar atat, dar Sonny isi scapa telefonul in scurgere si Tawni il distruge accidental, iar apoi Sonny il suna cumva pe Chad, Tawni isi pierde lentilele de contact, iar Sonny ramane blocata afara dupa ce Hayden intra in bucatarie. Nico si Grady intra in apartament ca sa o ajute pe Sonny sa intre inapoi. Chad sparge usa apartamentului lui Sonny dupa ce prieste un telefon ciudat(asta se intampla cand telefonul cade in scurgere). Apoi Sonny intra in apartament iar Tawni ii spune lui Hayden adevarul. Referinte la :Jonas Brothers, Ashley Tisdale si Vanessa Hudgens |           |                                                                       |                          |                                              |                    |                   |     |
| 17 | 17        | „Ghici cine va fi invitat special” „Guess who's coming to guest star” | Eric Dean Seaton         | Michael Feldman Steve Marmel                 | 27 septembrie 2009 | 3 iulie 2010      | 108 |
| Cand "Jakson Tyler" din "Tridark" (o parodie a lui "Robert Pattison" din "Twilight") renunta la aparitia sa in "La intamplare", Marshall il angajeaza pe Chad Dylan Cooper sa fie invitat special. Dar cand Sonny afla ca trebuie sa faca emisiunea cu Chad, el ii spune ca se va indragosti de el. El ii spune lui Sonny ca se va incurca mai intai, apoi va fi nervoasa, apoi ii va aparea in vis si se va pierde in ochii lui. Iar cand toate aceste lucruri i se intampla lui Sonny ea decide ca nu se poate uita in ochii lui Chad, asa ca poarta o palarie, iar cand Marshall intreaba de ce Sonny spune ca ii lipsea ceva schitei, dar incurca lucrurile mai rau deoarece Marshall spune ca Sonny si Chad trebuie sa se sarute. Intre timp Marshal isi lasa biroul sau lui Nico si Grady in timp ce Chad foloseste cabina lor. Dar Nico si Grady profita de biroul sau si comanda un porc in patura, din confuzie. In noaptea emisiunii Nico si Grady ii dau lui Marshall porcul cand merg sa isi ceara scuze. Cand Sonny si Chad trebuie sa se sarute porcul aterizeaza pe genunchii lui Sonny iar ea lasa porcul sa il sarute pe Chad. Absent :Alissyn Ashley Arm ca Zora Lancaster |           |                                                                       |                          |                                              |                    |                   |     |
| 18 | 18        | „Hart contra Hart” „Hart to Hart”                                     | Eric Dean Seaton         | Lanny Horn Josh Silverstein                  | 1 noiembrie 2009   | 31 iulie 2010     | 119 |
| 19 | 19        | „Sonny la Mijloc” „Sonny in the Middle”                               | Eric Dean Seaton         | Lanny Horn Josh Silverstein                  | 8 noiembrie 2009   | 31 iulie 2010     | 113 |
| 20 | 20        | „Prăjituri Monstruoase” „Cookie Monsters”                             | Eric Dean Seaton         | Kevin Kopelow & Heath Seifert Cindy Caponera | 15 noiembrie 2009  | 28 august 2010    | 120 |
| 21 | 21        | „Sonny: Până acum” „Sonny: So Far”                                    | Eric Dean Seaton         | Michael Feldman Steve Marmel                 | 22 noiembrie 2009  | 28 august 2010    | 121 |